# 氯磷酸二乙酯
氯磷酸二乙酯是一种有机磷化合物，化学式 (C2H5O)2P(O)Cl。作为一种有机合成试剂，用于把醇转化成对应的磷酸二乙酯（R(C2H5)2PO4）。它是有水果气味的无色液体。它具有腐蚀性，而且作为一种胆碱酯酶抑制剂,，氯磷酸二乙酯有剧毒。这个分子是四面体型的。

## 制备和反应
氯磷酸二乙酯可以由亚磷酸二乙酯被四氯化碳氯化而成（Atherton-Todd反应）。
氯磷酸二乙酯是亲电性的。它的控制水解会产生焦磷酸四乙酯。它和醇反应，产生磷酸酯：

(C2H5O)2P(O)Cl  +  ROH  →  (C2H5O)2P(O)OR  +  HCl
氯磷酸二乙酯常用于有机合成中羧酸、醇和胺的磷酸化。